# Vers-chez-Perrin
Koordinaten: 46° 47′ 48″ N, 6° 56′ 35″ O; CH1903: 562160 / 182950
Vers-chez-Perrin ist ein Weiler in der Gemeinde Payerne im Kanton Waadt.
Er liegt 2,5 km südlich von Payerne auf 522 m ü. M., neben der Kantonsstrasse 608 Payerne–Prez-vers-Noréaz–Freiburg. Der Ort besteht aus 5–6 Bauernhöfen, einem Dutzend Wohnhäusern, einem Gasthof und einer Schule. In der Ortsmitte steht eine 1925–1926 gebaute protestantische Kapelle, die Chapelle des Hameaux de Payerne genannt wird und in deren Turm eine alte, um 1450 gegossene Glocke hängt. 
Vers-chez-Perrin bildet zusammen mit den Weilern Etrabloz, Corge und Vers-chez-Savary die Hameaux de Payerne (Weiler von Payerne), deren Einwohner seit 1519 Nutzungsrechte an den Wäldern der ehemaligen Abtei Payerne haben. Diese Rechte werden seit 1862 von der Régie des Hameaux de Payerne verwaltet, die den Status einer Gemeindefraktion hat. 
Vers-chez-Perrin teilt sich die  Postleitzahl 1551 mit dem benachbarten Weiler Etrabloz.
Der Name Vers-chez-Perrin ist gebildet aus dem in der Welschschweiz gängigen Namenvorsatz „vers-chez“, das als „bei“, „zu“ oder „in der Nähe vom Zuhause von“ übersetzen werden kann, und dem Familiennamen „Perrin“, der in der Gegend und im Weiler heute noch existiert. 